# Louis de Jaucourt
Louis de Jaucourt zwany kawalerem (chevalier) de Jaucourt (ur. 16 września 1704 w Paryżu, zm. 3 lutego 1779 w Compiègne) – francuski naukowiec, główny autor Wielkiej encyklopedii francuskiej.

## Życiorys
Kształcił się w Genewie (teologia), Cambridge (nauki przyrodnicze) i Lejdzie (medycyna). Był wszechstronnie wykształcony. Gdy wrócił do Francji, pracował 20 lat nad pracą medyczną: Lexicon medicum universalis. Był członkiem Royal Society.
W roku 1765 napisał i wydał biografię Leibniza.
Jaucourt był arystokratą i rzadko nawiązywał w pisanych artykułach bezpośrednio do ówczesnej polityki, co różniło go od większości autorów jak np. Denis Diderot. Z 71 818 wszystkich haseł Wielkiej encyklopedii francuskiej był autorem 17 266, czyli około 25% wszystkich artykułów. Między 1759 a 1765 rokiem pisał średnio osiem haseł dziennie, z powodu tej tytanicznej pracy nazywano go: l’esclave de l’Encyclopédie („niewolnik Encyklopedii”). Inaczej niż większość współautorów był bogaty i niezależny finansowo mógł więc cały swój czas poświęcić Encyklopedii.
Mimo apolityczności autora w niektórych artykułach można się dopatrzyć dość radykalnego antyklerykalizmu. Wiadomo też, że Jaucourt był zwolennikiem zniesienia handlu niewolnikami. Karcił czasem Woltera i jego przyjaciół za anglomanię.